# 尾﨑晌
- 尾崎晌

尾﨑 晌（おざき しょう、1943年1月8日 - ）は、日本の実業家、合気道家。合気道八段。

## 人物
北海道札幌市に生まれる。高校時代はバスケットボール部に所属し全道大会に出場している。演劇部にも所属していた。駒澤大学文学部社会学科に入学し合気道部に入部。駒大合気道第四代主将、全国学生合気道連盟副委員長を務めた。大学卒業後、東京テレビ映画社（TBS映画社→TBSビジョン（TBS－Ⅴ）→現在のTBSスパークル）に入社し、番組宣伝を担当するかたわら「ポーラテレビ小説」の丘みつ子、音無美紀子、五十嵐めぐみらを育てた。
松竹映画の「女咲かせます」では松坂慶子、「柔道一直線」では桜木健一、日本テレビの「太陽にほえろ!」では小野寺昭、「ありがとう」第一シリーズ（婦人警官編）では、水前寺清子、和泉雅子、山形勲らに合気道を指導している。西脇充子にも女子プロ時代に合気道を教えていた。
その後、合気道道場や大田区合気道会を設立し青少年の育成に励む。テレビ制作部に戻り料理番組の長寿番組を長年担当した。現在は、全日本合気道連盟理事長、国際合気道連盟理事、公益財団法人東京都体育協会理事、公益財団法人大田区体育協会副会長、大田区合気道連盟会長を兼務している。
2022年日本武道協議会より第40回令和3年度武道功労者表彰。

## 経歴
- 1961年 - 駒澤大学に入学、合気道部に入部
- 1965年 - 駒澤大学を卒業、TBSラジオで番組制作担当となる
- 1967年 - 東京都三鷹市新川に春清寺合気道場を立ち上げる
- 1971年 - 財団法人合気会本部道場助教
- 1986年 - 大田区合気道会を立ち上げる
- 1998年 - TBSビジョン・取締役スポーツ本部長
- 2001年 - TBSグループ株式会社正映代表取締役社長
- 2005年 - 番組制作会社（有限会社）国際企画センター代取締役社長
- 2006年 - 東京都合気道連盟理事長、北海道紋別郡湧別町にオホーツク合気道中湧別道場を立ち上げる
- 2010年 - 全国合気道連盟理事長